# Vida Rolland
Vida Rolland (Sarmaság, 1974. augusztus 25. –) informatikus, egyetemi oktató.

## Pályafutása
1996-ban informatika szakos diplomát szerzett a kolozsvári Babeș–Bolyai Tudományegyetemen. 1999-ben elvégezte az európai tanulmányok szakot is ugyanott. Az egyetem elvégzése után gyakornok, majd tanársegéd a kolozsvári egyetem matematika és informatika karán. 2002-ben doktorált az Université Pierre et Marie Curie nevű párizsi egyetemen. 2003-tól adjunktus, majd 2007-től docens a BME-VIK Távközlési és Médiainformatikai Tanszékén, 2007–2010 között az MTA Bolyai-ösztöndíjasa.

## Munkássága
Kutatási területei: csoportos kommunikáció, multicast technológiák, IPv6, Mobile IP, peer-to-peer hálózatok, szenzor hálózatok, járművek közötti kommunikáció.

### Könyvfejezetek
- Rolland Vida, Attila Vidács: Mobility in Wireless Sensor Networks, in: Yan Zhang, Laurence T. Yang, Jiming Chen (szerk): RFID and Sensor Networks, Auerbach Publications, CRC Press, Taylor & Francis Group, 2009
- Peter Laborczi, Attila Török, Miklos Mate, Rolland Vida: Routing and information spreading in ITS networks, in: Wireless Technologies for Intelligent Transportation Systems, Nova Science Publishers, 2009
- G. Cizault (közös szerzői név): Protocoles réseau et transport, IPv6, théorie et pratique, Third edition, Paris 2002, O'Reilly Publishers ISBN 2-84177-139-3
- B. Baurens, L. Costa, A. Dracinschi, S. Fdida, V. Roca, Rolland Vida: Communications, in: K. Drira, A. Martelli és T. Villemur (szerk): Cooperative Environments for Distributed Systems Engineering, Lecture Notes in Computer Science 2236, Berlin, 2002, Springer-Verlag, ISBN 3-540-43083-0

### Cikkei (válogatás)
- Miklos Mate, Rolland Vida: Reliable Gossiping in Inter Vehicle Communication, Infocommunications Journal, 2009/01.
- Máté Miklós, Vida Rolland: Forgalmi információk terjesztése korlátozott elárasztáson alapuló eljárással, Híradástechnika, vol. LXIII, 2008/09.
- Máté Miklós, Vida Rolland: Kommunikációs megoldások közlekedési információk terjesztésére járművek közötti hálózatokban, Híradástechnika, vol. LXIII, 2008/09.
- Vida Rolland, Cinkler Tibor: Hálózati helyzetkép, Híradástechnika, vol. LXIII, 2008/08.
- Zoltán Vincze, Dorottya Vass, Rolland Vida, Attila Vidács, Andras Telcs: Adaptive Sink Mobility in Event-driven Densely Deployed Wireless Sensor Networks, Ad Hoc and Sensor Wireless Networks, OCP Science, Vol. 3/2-3, 2007, ISSN 1551-9899, pp. 255–284.
- Cinkler Tibor, Vida Rolland: Hálózati technológiák fejlődése, Magyar Tudomány, 2007. június
- Balazs Kovacs, Rolland Vida: Hierarchical, Multi-spanning Architecture for Managed Wireless Networks, 2006, International Journal of Wireless and Mobile Computing (IJWMC), Special Issue on Issues and Challenges in Wireless Communications and Networks, InderScience Publishers, ISSN 1741-1084.
- Gergely Biczók, Norbert Égi, Péter Fodor, Balázs Kovács, Rolland Vida: Scalable Addressing and Routing in Large Scale Wireless Networks, Production Systems and Information Engineering, vol. 2 (2004), HU ISSN 1785-1270, pp. 143–158.
- Rolland Vida, Luis Costa, and S. Fdida: Mobile Hop-by-Hop Multicast Routing, Computer Networks, Elsevier, vol. 44(6), 2004. április, pp. 789–812.

## Díjai
- A Magyar Érdemrend lovagkeresztje, polgári tagozat, 2024[1]